# Saint-Martin-des-Champs (Normandia)
Saint-Martin-des-Champs è un comune francese di 2 331 abitanti situato nel dipartimento della Manica nella regione della Normandia.

## Società

### Evoluzione demografica
Abitanti censiti